# Гуиневир
Кралица Гуиневир е жената на крал Артур. Нейната афера с един от най-храбрите рицари на Кръглата маса, сър Ланселот, води до трагична развръзка на събитията, падането на Камелот и смъртта на Артур.
Когато аферата е разкрита, Ланселот успява да избяга в последния момент, а кралицата е осъдена на смърт, но Ланселот я спасява като убива 40 рицари сред които са и братята на Гауейн, Агравейн, Гахерис и Гарет Бомейн (Рицарят от кухнята). След смъртта на Артур, Гуиневир става монахиня, а Ланселот се отдава на отшелничество.